# Silce (stacja kolejowa)
Silce (ukr. Сільце) – towarowa stacja kolejowa w pobliżu miejscowości Niecieszyn, w rejonie szepetowskim‎, w obwodzie chmielnickim, na Ukrainie. Jest to stacja krańcowa linii. Obsługuje Chmielnicką Elektrownię Jądrową.
Nazwa pochodzi od dawnej wsi Silce, przez grunty której przebiega linia kolejowa do elektrowni.